# Трушены
Трушены (также Трушень; рум. Trușeni) — село в Молдавии, в составе сектора Буюканы муниципия Кишинёв.
В 1942—1944 годах рядом с селом находился памятный комплекс Башня Освобождения.

## Известные уроженцы
- Кеяну, Константин[англ.] (род. 1959) — молдавский актёр и журналист.
- Кодряну, Мария Петровна (род. 1948) — советская певица.
- Мадан, Георгий Константинович (1938—2018) — молдавский и советский писатель.
- Мадан, Георге (1872—1944) — молдавский и румынский писатель.